# نویندورف (راینلاند-فالتس)
نویندورف (به آلمانی: Neuendorf) یک شهر در آلمان است که در بیتبورگ-پروم واقع شده‌است.